# Paradelphomyia (Oxyrhiza) nebulosa
Paradelphomyia (Oxyrhiza) nebulosa is een tweevleugelige uit de familie steltmuggen (Limoniidae). De soort komt voor in het Oriëntaals gebied.